# Ahmed Madan
Ahmed Madan (ur. 25 sierpnia 2000) – bahrajński kolarz szosowy.
Przed sezonem 2021 podpisał kontrakt z grupą Bahrain Victorious, stając się tym samym pierwszym w historii bahrajńskim kolarzem w grupie z dywizji UCI WorldTeams, ścigającej się na stałe w cyklu UCI World Tour.

## Osiągnięcia
Opracowano na podstawie:
2022
- 1. miejsce w mistrzostwach Bahrajnu (start wspólny)
- 1. miejsce w mistrzostwach Bahrajnu (jazda indywidualna na czas)
- 1. miejsce w mistrzostwach Azji U23 (jazda indywidualna na czas)
- 3. miejsce w igrzyskach Rady Współpracy Zatoki Perskiej (jazda drużynowa na czas)

## Rankingi
| Rok           | 2022 | 2023  | 2024  |
| ------------- | ---- | ----- | ----- |
| World Ranking | 538. | 1584. | 1175. |
| UCI Asia Tour |      |       |       |
|               |      |       |       |
| Źródło: UCI   |      |       |       |